# Saison 1997-1998 du FC Mulhouse
La saison 1997-1998 du Football Club de Mulhouse, ou FC Mulhouse, voit le club participer au Championnat de France de football D2 1997-1998, dont il termine à la 22e place, synonyme de relégation en National. 

## Résumé de la saison
À l'issue de la saison, le club est relégué en Championnat de France de football National pour la première fois de son histoire et retrouve un championnat de D3 pour la première fois depuis 1980

### Coupe de la Ligue française de football
Lors de la coupe de la Ligue française de football 1997-1998, le FC Mulhouse entre en lice pour les seizièmes de finale. Le tirage au sort lui attribue le FC Girondins de Bordeaux, qui sera par ailleurs le seul club de Division 1 que le club eut à affronter dans cette compétition. La réception se fait le 7 janvier 1998, devant 7 127 spectateurs. Face à un club bordelais qui finira 5e en championnat, le FCM ne fait pas le poids et s'incline sur le lourd score de trois buts à zéro. Le premier but est marqué juste avant la mi-temps, par Marc Zanotti, à la 44e. Jean-Pierre Papin alourdit le score à la 60e, avant d'être suivi à la 66e par Kiki Musampa. Le FC Mulhouse est éliminé.

## Classement final
| Rang                                                                                  | Club                | Joués | V  | N  | D  | bp:bc | +/- | Points |
| ------------------------------------------------------------------------------------- | ------------------- | ----- | -- | -- | -- | ----- | --- | ------ |
| 1                                                                                     | AS Nancy-Lorraine   | 42    | 20 | 16 | 6  | 64:37 | +27 | 76     |
| 2                                                                                     | FC Lorient          | 42    | 21 | 12 | 9  | 68:38 | +30 | 75     |
| 3                                                                                     | FC Sochaux          | 42    | 18 | 12 | 12 | 56:37 | +19 | 66     |
| 4                                                                                     | Lille OSC           | 42    | 17 | 14 | 11 | 62:44 | +18 | 65     |
| 5                                                                                     | ES Troyes AC        | 42    | 16 | 15 | 11 | 48:38 | +10 | 63     |
| 6                                                                                     | Le Mans UC          | 42    | 16 | 14 | 12 | 54:48 | +8  | 62     |
| 7                                                                                     | ASOA Valence        | 42    | 12 | 22 | 8  | 51:45 | +6  | 58     |
| 8                                                                                     | Red Star            | 42    | 15 | 12 | 15 | 51:61 | -10 | 57     |
| 9                                                                                     | SM Caen             | 42    | 15 | 11 | 16 | 61:55 | +6  | 56     |
| 10                                                                                    | Chamois niortais FC | 42    | 12 | 19 | 11 | 42:38 | +4  | 55     |
| 11                                                                                    | FC Gueugnon         | 42    | 16 | 7  | 19 | 47:54 | -7  | 55     |
| 12                                                                                    | Amiens SC           | 42    | 14 | 13 | 15 | 40:49 | -9  | 55     |
| 13                                                                                    | Stade lavallois     | 42    | 14 | 12 | 16 | 50:48 | +2  | 54     |
| 14                                                                                    | OGC Nice            | 42    | 11 | 19 | 12 | 40:40 | 0   | 52     |
| 15                                                                                    | Nîmes Olympique     | 42    | 13 | 13 | 16 | 41:51 | -10 | 52     |
| 16                                                                                    | AS Beauvais         | 42    | 11 | 18 | 13 | 40:47 | -7  | 51     |
| 17                                                                                    | AS Saint-Étienne    | 42    | 12 | 15 | 15 | 47:60 | -13 | 51     |
| 18                                                                                    | ES Wasquehal        | 42    | 14 | 9  | 19 | 49:63 | -14 | 51     |
| 19                                                                                    | CS Louhans-Cuiseaux | 42    | 13 | 10 | 19 | 41:51 | -10 | 49     |
| 20                                                                                    | Sporting Toulon Var | 42    | 12 | 10 | 20 | 43:62 | -19 | 46     |
| 21                                                                                    | FC Martigues        | 42    | 10 | 15 | 17 | 37:63 | -26 | 45     |
| 22                                                                                    | FC Mulhouse         | 42    | 9  | 14 | 19 | 51:56 | -5  | 41     |
| # position ; V victoires ; N match nuls ; D défaites ; bp:bc buts pour et buts contre |                     |       |    |    |    |       |     |        |